# Чохулди
Чохулди (груз. ჭოხულდი) — село в Грузии, на территории Местийского муниципалитета края (мхаре) Самегрело-Верхняя Сванетия.

## География
Село находится в северо-западной части Грузии, на левом берегу реки Долра (правый приток Ингури), на расстоянии приблизительно 9 километров (по прямой) к северо-западу от посёлка городского типа Местиа, административного центра муниципалитета. Абсолютная высота — 1566 метров над уровнем моря.

## Население
По результатам официальной переписи населения 2014 года в Чохулди проживал 51 человек (22 мужчины и 29 женщин). В национальной структуре населения грузины составляли 100 %.
| Год  | Население, человек |
| ---- | ------------------ |
| 2002 | 77                 |
| 2014 | ↘ 51               |